# Ульгат
Ульга́т (фр. Houlgate) — коммуна во Франции, находится в регионе Нижняя Нормандия. Департамент коммуны — Кальвадос. Входит в состав кантона Дозюле. Округ коммуны — Лизьё.
Код INSEE коммуны — 14338.

## Население
Население коммуны на 2010 год составляло 2086 человек.
| 1962 | 1968 | 1975 | 1982 | 1990 | 1999 | 2010 |
| ---- | ---- | ---- | ---- | ---- | ---- | ---- |
| 1588 | 1617 | 1655 | 1729 | 1654 | 1832 | 2086 |

## Экономика
В 2010 году среди 1167 человек трудоспособного возраста (15—64 лет) 805 были экономически активными, 362 — неактивными (показатель активности — 69,0 %, в 1999 году было 67,1 %). Из 805 активных жителей работали 709 человек (378 мужчин и 331 женщина), безработных было 96 (38 мужчин и 58 женщин). Среди 362 неактивных 86 человек были учениками или студентами, 175 — пенсионерами, 101 были неактивными по другим причинам.